# مالكوم كلايف سميث
مالكوم كلايف سميث (بالإنجليزية: Malcolm Clive Smith)‏ هو مهندس كهربائي بريطاني، وأستاذ هندسة التحكم في جامعة كامبريدج، ومن أبرز إسهاماته التحكم في ردود الفعل (بالإنجليزية: feedback control)‏ ونظرية النظم التحريكية. وهو أيضا مبتكر العنصر الميكانيكي المُسمى المقاصرة - مشتق من القصور - (inerter).

## المهنية
درس سميث في جامعة كامبردج، وحصل على البكالريوس في الهندسة سنة 1978، ثم حصل على الماجستير سنة 1979 والدكتوراه سنة 1982، وعمل في مختلف البحوث والوظائف الأكاديمية، وأصبح أستاذًا مساعدًا في جامعة ولاية أوهايو، وفي عام 1990 انتقل إلى جامعة كمبردج حيث أصبح أستاذ هندسة التحكم وزميل كلية غنفيل وكيوس.
واعتبارًا من مطلع عام 2014 أصبخ سميث رئيس قسم هندسة التحكم في كلية الهندسة جامعة كامبريدج.

## الجوائز
تلقى سميث عدة جوائز، منها:
- حصل في 2012 على زمالة الأكاديمية الملكية للهندسة.[2]
- حصل في 2002 على زمالة من معهد مهندسي الكهرباء والإلكترونيات (IEEE).[3]

## وصلات خارجية
- الموقع الرسمي